# Freedom! '90
〈Freedom! '90〉(단순히 〈Freedom!〉라고도 함)는 영국의 싱어송라이터 조지 마이클이 작사, 작곡한 곡으로, 1990년 컬럼비아 레코드에서 발매되었다. 타이틀의 마지막에 추가된 "'90"는 마이클의 이전 밴드인 왬!의 히트곡과 혼동을 방지하기 위한 것이다. 이 곡의 백업 비트는 제임스 브라운의 곡 〈Funky Drummer〉의 샘플이다.
이 곡은 1990년 《Listen Without Prejudice Vol. 1》에서 가져온 세 번째 싱글이지만 미국과 호주에서는 두 번째 싱글로 발매되었다. Freedom! '90는 이 음반에 수록된 몇 안 되는 업템포 곡들 중 하나였다. 그것은 큰 성공을 거두었고 미국 빌보드 핫 100에서 8위로 정점을 찍었다. 이 노래는 마이클이 왬!과 함께 했던 과거의 성공을 언급하면서도, 음악 사업에 대해 이전보다 더 냉소적인 새로운 남자로서의 그의 새로운 면을 보여준다.
마이클은 이 곡의 뮤직 비디오 출연을 거부했고 대신 슈퍼모델 그룹을 캐스팅했다. 이 곡은 MTV에서 크게 방영되었고 2017년 다큐멘터리 《George Michael: Freedom》의 리마스터링으로 바뀌었다. 2020년 10월 30일, 30주년을 맞아 유튜브에서 4K로 초연되었다. 마이클은 2012년 하계 올림픽 폐막식에서 2012년 싱글 〈White Light〉와 함께 이 노래를 불렀다. 2021년, 《롤링 스톤》은 〈Freedom! '90〉는 "역사상 가장 위대한 노래 500곡" 목록에서 126위에 올랐다.

## 차트 성과
〈Freedom! '90〉는 6분 30초였지만, 더 짧은 버전이 라디오용으로 제공되었다. 라디오 편집은 노래의 여러 부분에서 업비트를 제거하고 업비트로 바로 잘라내는 방식으로 이루어졌다. 타이틀에 그 해의 추가는 1984년 왬!의 영국 1위 히트곡인 〈Freedom〉과 구별하기 위한 것이었다. 이 곡은 음반 《Listen Without Prejudice Vol. 1》의 두 번째 미국 싱글로 대서양 양편에서 대조를 이루며 영국 싱글 차트에서 28위를 차지했지만, 미국 빌보드 핫 100에서 큰 성공을 거두었고, 8위에 올랐으며, 미국 음반 산업 협회로부터 골드 인증을 획득하는 데 50만 장 이상이 팔렸다. 그것은 1990년 말과 1991년 초에 12주 동안 《빌보드》 톱 40에 머물렀다. 캐나다에서 마이클은 또 다른 차트 1위를 달성했다. 2017년 10월 기준으로 이 싱글은 영국에서 83,000장이 팔렸다.

## 곡 목록
- 인치 및 카세트 싱글 (영국) – (1990년 10월 30일 발매)

1. "Freedom! '90" – 6:29
2. "Freedom" ("Back to Reality" Mix) – 5:01

- CD 싱글 (미국) – (1990년 12월 15일 발매)

1. "Freedom! '90" – 6:29
2. "Fantasy" – 5:01

## 인증
| 국가                                                            | 인증     | 판매량/출하량 |
| --------------------------------------------------------------- | -------- | ------------- |
| 오스트레일리아 (ARIA)                                           | 플래티넘 | 70,000        |
| 영국 (BPI)                                                      | 골드     | 400,000       |
| 미국 (RIAA)                                                     | 골드     | 500,000^      |
| ^출하량을 기반으로 한 인증 · 판매량+스트리밍을 기반으로 한 인증 |          |               |